# Campionati mondiali di lotta
I campionati mondiali di lotta (in lingua inglese UWW Wrestling World Championships) sono una manifestazione internazionale di lotta libera e lotta greco-romana organizzata dalla Federazione internazionale delle lotte associate (UWW), che si tiene con cadenza inizialmente triennale e successivamente annuale (con eccezione dell'anno olimpico) dal 1904 per la lotta greco-romana e da 1951 per la lotta libera. Dal 1987 si tengono anche le competizioni di lotta femminile.

## Storia
L'edizione del 2020, in programma a Belgrado dal 12 al 18 dicembre 2020, a causa dell'impossibilitate a partecipare di alcune Federazioni della lotta per la pandemia di COVID-19, è stata annullata e trasformata in una Coppa del Mondo individuale. Non erano infatti soddisfatti i criteri stabiliti dall’UWW Bureau, che prevedevano la partecipazione di almeno 8 delle 10 migliori Nazioni dei Campionati del Mondo 2019 ed il 70% degli atleti totali.

## Edizioni non ufficiali
| Anno | Lotta greco-romana   | Lotta libera | Lotta femminile | Categorie |
| ---- | -------------------- | ------------ | --------------- | --------- |
| 1904 | Vienna               | -            | -               | 2         |
| 1905 | Berlino              | -            | -               | 3         |
| 1907 | Francoforte sul Meno | -            | -               | 3         |
| 1908 | Vienna               | -            | -               | ?         |
| 1909 | Vienna               | -            | -               | ?         |
| 1910 | Düsseldorf           | -            | -               | ?         |
| 1911 | Helsinki             | -            | -               | ?         |
| 1913 | Breslavia            | -            | -               | ?         |
| 1920 | Vienna               | -            | -               | ?         |

## Edizioni
| Anno | Lotta greco-romana | Lotta libera      | Lotta femminile  | Categorie |
| ---- | ------------------ | ----------------- | ---------------- | --------- |
| 1921 | Helsinki           | -                 | -                | ?         |
| 1922 | Stoccolma          | -                 | -                | ?         |
| 1950 | Stoccolma          | -                 | -                | 8         |
| 1951 | -                  | Helsinki          | -                | 8         |
| 1953 | Napoli             | -                 | -                | 8         |
| 1954 | -                  | Tokyo             | -                | 8         |
| 1955 | Karlsruhe          | -                 | -                | 8         |
| 1957 | -                  | Istanbul          | -                | 8         |
| 1958 | Budapest           | -                 | -                | 8         |
| 1959 | -                  | Teheran           | -                | 8         |
| 1961 | Yokohama           | Yokohama          | -                | 8         |
| 1962 | Toledo             | Toledo            | -                | 8         |
| 1963 | Helsingborg        | Sofia             | -                | 8         |
| 1965 | Tampere            | Manchester        | -                | 8         |
| 1966 | Toledo             | Toledo            | -                | 8         |
| 1967 | Bucarest           | Nuova Delhi       | -                | 8         |
| 1969 | Mar del Plata      | Mar del Plata     | -                | 10        |
| 1970 | Edmonton           | Edmonton          | -                | 10        |
| 1971 | Sofia              | Sofia             | -                | 10        |
| 1973 | Teheran            | Teheran           | -                | 10        |
| 1974 | Katowice           | Istanbul          | -                | 10        |
| 1975 | Minsk              | Minsk             | -                | 10        |
| 1977 | Göteborg           | Losanna           | -                | 10        |
| 1978 | Città del Messico  | Città del Messico | -                | 10        |
| 1979 | San Diego          | San Diego         | -                | 10        |
| 1981 | Oslo               | Skopje            | -                | 10        |
| 1982 | Katowice           | Edmonton          | -                | 10        |
| 1983 | Kiev               | Kiev              | -                | 10        |
| 1985 | Kolbotn            | Budapest          | -                | 10        |
| 1986 | Budapest           | Budapest          | -                | 10        |
| 1987 | Clermont-Ferrand   | Clermont-Ferrand  | Lørenskog        | 10/10/9   |
| 1989 | Martigny           | Martigny          | Martigny         | 10/10/9   |
| 1990 | Roma (Ostia)       | Tokio             | Luleå            | 10/10/9   |
| 1991 | Varna              | Varna             | Tokio            | 10/10/9   |
| 1992 | -                  | -                 | Villeurbanne     | 9         |
| 1993 | Stoccolma          | Toronto           | Stavern          | 10        |
| 1994 | Tampere            | Istanbul          | Sofia            | 10        |
| 1995 | Praga              | Atlanta           | Mosca            | 10/10/9   |
| 1996 | -                  | -                 | Sofia            | 9         |
| 1997 | Breslavia          | Krasnojarsk       | Clermont-Ferrand | 8/8/6     |
| 1998 | Gävle              | Teheran           | Poznań           | 8/8/6     |
| 1999 | Atene              | Ankara            | Boden            | 8/8/6     |
| 2000 | -                  | -                 | Sofia            | 6         |
| 2001 | Patrasso           | Sofia             | Sofia            | 8/8/6     |
| 2002 | Mosca              | Teheran           | Calcide          | 7         |
| 2003 | Créteil            | New York          | New York         | 7         |

### Combinati
| Anno | Lotta greco-romana | Lotta libera      | Lotta femminile   | Categorie |
| ---- | ------------------ | ----------------- | ----------------- | --------- |
| 2005 | Budapest           | Budapest          | Budapest          | 7         |
| 2006 | Canton             | Canton            | Canton            | 7         |
| 2007 | Baku               | Baku              | Baku              | 7         |
| 2008 | -                  | -                 | Tokyo             | 7         |
| 2009 | Herning            | Herning           | Herning           | 7         |
| 2010 | Mosca              | Mosca             | Mosca             |           |
| 2011 | Istanbul           | Istanbul          | Istanbul          |           |
| 2012 | Strathcona County  | Strathcona County | Strathcona County |           |
| 2013 | Budapest           | Budapest          | Budapest          | 7         |
| 2014 | Taškent            | Taškent           | Taškent           | 8         |
| 2015 | Las Vegas          | Las Vegas         | Las Vegas         | 8         |
| 2016 | Budapest           | Budapest          | Budapest          | 2         |
| 2017 | Parigi             | Parigi            | Parigi            | 8         |
| 2018 | Budapest           | Budapest          | Budapest          | 10        |
| 2019 | Astana             | Astana            | Astana            | 10        |
| 2021 | Oslo               | Oslo              | Oslo              | 10        |
| 2022 | Belgrado           | Belgrado          | Belgrado          | 10        |
| 2023 | Belgrado           | Belgrado          | Belgrado          | 10        |
| 2024 | Tirana             | Tirana            | Tirana            |           |
| 2025 | Zagabria           | Zagabria          | Zagabria          |           |